# Bathythrix narangae
Bathythrix narangae är en stekelart som först beskrevs av Tohru Uchida 1930.  Bathythrix narangae ingår i släktet Bathythrix och familjen brokparasitsteklar. Inga underarter finns listade.